# 50 Timer
50 Timer er en film instrueret af Mariella Harpelunde Jensen.

## Handling
50 TIMER er en dokumentarfilm, der sætter fokus på børn med et overdrevent spilforbrug og lægger op til debat og drøftelse. Hvordan håndterer Kristoffer, der spiller computer 50 timer om ugen, at holde pause i flere dage?